# Школа «Золотое сечение»
«Золотое сечение» — частная школа в Центральном административном округе Москвы. Основана в 1992 году.

## Учебный процесс
Статус: свидетельство о государственной аккредитации и лицензия на три ступени образования (с 1 по 11 класс). По окончании Школы выдается аттестат государственного образца. В силу высокой оплаты за обучение большого конкурса на поступление в школу нет, но требуется собеседование с педагогами и школьным психологом.
При «Золотом сечении» действуют детсадовские группы, в которых с детьми занимаются становлением речи, английским языком и общей предшкольной подготовкой. В школе английский язык изучается с первого класса, на более поздних этапах вводится деловой английский. С пятого класса добавляется второй иностранный язык (на выбор — французский, немецкий или испанский). У старшеклассников есть возможность составить индивидуальную программу подготовки к экзаменам в избранный ими вуз; налажено сотрудничество с МГУ, МПГУ и МИФИ, в рамках которого старшеклассники посещают показательные лекции и консультации в приёмных комиссиях. Существует также возможность экстерната.
В образовательном процессе применяются методики Эльконина — Давыдова, «Школа 2100», «Школа России». Классно-урочную систему в школе сменила предметно-урочная, при которой вместо постоянных классов ученики в пределах одной параллели разбиваются на группы в соответствии с возможностями и интересами. Ряд учебных предметов, в том числе «Социальный интеллект», «Культура познания», «Учебное проектирование», «Основы философии» и «Мастерская слова», разработан преподавателями самой школы.

## Ученики
В школе обучаются более 500 детей. Размер классов — по 10-15 учащихся.